# Grand Prix automobile d'Arabie saoudite 2025
GP précédent GP suivant
Le Grand Prix automobile d'Arabie saoudite 2025 (Formula 1 STC Saudi Arabian Grand Prix 2025), disputé le 20 avril 2025 sur le circuit de la corniche de Djeddah, est la 1130e épreuve du championnat du monde de Formule 1. Il s'agit de la cinquième édition du Grand Prix d'Arabie saoudite comptant pour le championnat du monde de Formule 1 et de la cinquième manche du championnat 2025. La course se déroule en nocturne à Djeddah, au bord de la mer Rouge.
Faisant preuve d'une extrême précision entre les murs du circuit saoudien, Max Verstappen souffle la pole position à Oscar Piastri d'un millième de seconde lors de leurs premières tentatives en Q3, puis de dix millièmes de seconde à l'issue de leurs deuxièmes, pour obtenir son quarante-deuxième départ en tête, son deuxième de la saison. Le quadruple champion du monde n'affronte dans cet exercice qu'une seule McLaren MCL39, Lando Norris ayant cassé sa suspension contre le mur après avoir rebondi sur un vibreur du virage n°4 à l'entame de son premier tour rapide ; il s'élance dixième. Les habitués des meilleurs rangs sur la grille suivent sur la deuxième ligne : George Russell devance Charles Leclerc. Andrea Kimi Antonelli, cinquième, s'élance devant Carlos Sainz sur la troisième ligne. Ils sont suivis par Lewis Hamilton et Yuki Tsunoda. Pierre Gasly part neuvième, devant Norris.
Oscar Piastri remporte une troisième victoire en cinq épreuves, la cinquième de sa carrière, en dominant Max Verstappen à l'entrée du premier virage, ce dernier le coupant pour garder la tête avant de recevoir une pénalité de cinq secondes. Cet écart se retrouve réduit de moitié à l'arrivée. Charles Leclerc, grâce à une gestion optimale de son premier train de pneus, emmenant ses gommes medium plus loin que tout le monde, se défait de George Russell, avant de maîtriser le retour de Lando Norris, pour offrir à la Scuderia Ferrari son premier podium de la saison. 
Piastri, grâce à un meilleur départ que Verstappen, prend le dessus en plongeant à l'intérieur du premier virage tandis que le pilote Red Bull, qui n'a pas la place de passer, coupe le virage suivant et reprend la piste devant son rival. Plus loin dans le peloton, Yuki Tsunoda et Pierre Gasly s'accrochent et finissent tous deux dans le mur. Ce double abandon provoque la sortie de la voiture de sécurité ; la relance a lieu au quatrième tour peu avant que Verstappen se voit annoncer sa pénalité de cinq secondes, qu'il observe lors de son arrêt, au vingt-et-unième tour. Il ressort derrière Piastri, qui a changé ses pneus deux boucles plus tôt, tout comme Russell. Leclerc, désormais en tête, bénéficie d'un air propre pour augmenter l'allure durant huit tours. Il s'arrête dans sa trentième boucle et part à la chasse de Russell, dont les gommes sont moins fraîches ; au trente-septième tour, avec l'aide de son aileron arrière mobile, il le dépasse et s'installe en troisième position. Norris, parti dixième, dépasse Sainz, Hamilton et Antonelli puis se retrouve derrière Russell après son arrêt du trente-quatrième tour ; il le dépasse au quarante-et-unième passage et cravache pour rattraper Leclerc qui conserve toutefois suffisamment de rythme pour l'empêcher d'activer son aileron arrière mobile. 
Dépassé par Norris, Andrea Kimi Antonelli reste derrière son coéquipier Russell et prend la sixième place. Il n'est pas menacé par Lewis Hamilton, en difficulté avec sa SF-25, et qui se lamente : « Pour l'instant, il n'y a pas de solution. C'est comme ça que ça va se passer pour le reste de l'année. Ça va être douloureux. » Carlos Sainz, huitième, offre à son coéquipier Alexander Albon la possibilité d'utiliser son aileron arrière mobile pour empêcher le retour d'Isack Hadjar, dixième. 
Oscar Piastri (99 points) prend la tête du championnat du monde avec dix points d'avance sur son coéquipier Lando Norris (89 points), qui n'a que deux unités de plus que Max Verstappen (87 points). Toujours dans les gros points depuis le début de la saison, George Russell est quatrième (73 points) devant Charles Leclerc (47 points). Sixième, Kimi Antonelli (38 points) devance Lewis Hamilton (31 points), Alexander Albon (20 points), Esteban Ocon (14 points) et, à la dixième place, Lance Stroll (10 points). Au championnat des constructeurs, McLaren (188 points) dispose d'une avance confortable sur Mercedes (111 points) et Red Bull (89 points). Grâce à son podium, Ferrari (78 points) évite d'être distancé. Plus loin, Williams (25 points) cinquième, prend le meilleur sur Haas (20 points) ; suivent Aston Martin (10 points), Racing Bulls (8 points), Kick Sauber et Alpine (6 points chacune).

## Pneus disponibles
| Pneus pour piste sèche | Pneus pour piste sèche | Pneus pour piste sèche | Pneus pluie    | Pneus pluie |
| ---------------------- | ---------------------- | ---------------------- | -------------- | ----------- |
| Durs (Type C3)         | Medium (Type C4)       | Tendres (Type C5)      | Intermédiaires | Pluie       |

## Essais libres

### Première séance, le vendredi de 16 h 30 à 17 h 30
| Pos. | Pilote          | Voiture           | Chrono         | Écart     |
| ---- | --------------- | ----------------- | -------------- | --------- |
| 1    | Pierre Gasly    | Alpine-Renault    | 1 min 29 s 239 |           |
| 2    | Lando Norris    | McLaren-Mercedes  | 1 min 29 s 246 | + 0 s 007 |
| 3    | Charles Leclerc | Ferrari           | 1 min 29 s 309 | + 0 s 070 |
| 4    | Oscar Piastri   | McLaren-Mercedes  | 1 min 29 s 341 | + 0 s 102 |
| 5    | Alexander Albon | Williams-Mercedes | 1 min 29 s 606 | + 0 s 367 |
| 6    | George Russell  | Mercedes          | 1 min 29 s 618 | + 0 s 379 |

### Deuxième séance, le vendredi de 20 h à 21 h
| Pos. | Pilote           | Voiture             | Chrono        | Écart     |
| ---- | ---------------- | ------------------- | ------------- | --------- |
| 1    | Lando Norris     | McLaren-Mercedes    | 1 min 28s 267 |           |
| 2    | Oscar Piastri    | McLaren-Mercedes    | 1 min 28s 430 | + 0 s 136 |
| 3    | Max Verstappen   | Red Bull-Honda RBPT | 1 min 28s 547 | + 0 s 280 |
| 4    | Charles Leclerc  | Ferrari             | 1 min 28s 749 | + 0 s 482 |
| 5    | Carlos Sainz Jr. | Williams-Mercedes   | 1 min 28s 942 | + 0 s 675 |
| 6    | Yuki Tsunoda     | Red Bull-Honda RBPT | 1 min 28s 963 | + 0 s 696 |

- En raison d'une fuite de carburant de sa Kick Sauber C45, Gabriel Bortoleto ne prend pas part à cette séance d'essais[4].
- À dix minutes de la fin de la séance, Yuki Tsunoda accroche l'intérieur du dernier virage, casse sa suspension avant gauche et tape le mur à l'extérieur du virage, provoquant l'arrêt de la session au drapeau rouge. La direction de course laisse les pilotes reprendre la piste à deux minutes du terme pour se positionner sur la grille et effectuer, tour à tour, des tests de départ[5].

### Troisième séance, le samedi de 16 h 30 à 17 h 30
| Pos. | Pilote          | Voiture             | Chrono         | Écart     |
| ---- | --------------- | ------------------- | -------------- | --------- |
| 1    | Lando Norris    | McLaren-Mercedes    | 1 min 27 s 489 |           |
| 2    | Oscar Piastri   | McLaren-Mercedes    | 1 min 27 s 513 | + 0 s 024 |
| 3    | George Russell  | Mercedes            | 1 min 28 s 116 | + 0 s 627 |
| 4    | Max Verstappen  | Red Bull-Honda RBPT | 1 min 28 s 334 | + 0 s 845 |
| 5    | Charles Leclerc | Ferrari             | 1 min 28 s 372 | + 0 s 883 |
| 6    | Alexander Albon | Williams-Mercedes   | 1 min 28 s 389 | + 0 s 900 |

## Séance de qualifications
| Pos. | Pilote                | Écurie                  | Qualifications 1 | Qualifications 2 | Qualifications 3 |
| --- | --------------------- | ----------------------- | ---------------- | ---------------- | ---------------- |
| 1 | Max Verstappen        | Red Bull-Honda RBPT     | 1 min 27 s 778   | 1 min 27 s 529   | 1 min 27 s 294   |
| 2 | Oscar Piastri         | McLaren-Mercedes        | 1 min 27 s 901   | 1 min 27 s 545   | 1 min 27 s 304   |
| 3 | George Russell        | Mercedes                | 1 min 28 s 282   | 1 min 27 s 599   | 1 min 27 s 407   |
| 4 | Charles Leclerc       | Ferrari                 | 1 min 28 s 552   | 1 min 27 s 866   | 1 min 27 s 670   |
| 5 | Andrea Kimi Antonelli | Mercedes                | 1 min 28 s 128   | 1 min 27 s 798   | 1 min 27 s 866   |
| 6 | Carlos Sainz          | Williams-Mercedes       | 1 min 28 s 354   | 1 min 28 s 024   | 1 min 28 s 164   |
| 7 | Lewis Hamilton        | Ferrari                 | 1 min 28 s 372   | 1 min 28 s 102   | 1 min 28 s 201   |
| 8 | Yuki Tsunoda          | Red Bull-Honda RBPT     | 1 min 28 s 226   | 1 min 27 s 990   | 1 min 28 s 204   |
| 9 | Pierre Gasly          | Alpine-Renault          | 1 min 28 s 421   | 1 min 28 s 025   | 1 min 28 s 367   |
| 10 | Lando Norris          | McLaren-Mercedes        | 1 min 27 s 805   | 1 min 27 s 481   | Pas de temps     |
| 11 | Alexander Albon       | Williams-Mercedes       | 1 min 28 s 279   | 1 min 28 s 109   |                  |
| 12 | Liam Lawson           | Racing Bulls-Honda RBPT | 1 min 28 s 561   | 1 min 28 s 191   |                  |
| 13 | Fernando Alonso       | Aston Martin-Mercedes   | 1 min 28 s 548   | 1 min 28 s 303   |                  |
| 14 | Isack Hadjar          | Racing Bulls-Honda RBPT | 1 min 28 s 571   | 1 min 28 s 418   |                  |
| 15 | Oliver Bearman        | Haas-Ferrari            | 1 min 28 s 536   | 1 min 28 s 648   |                  |
| 16 | Lance Stroll          | Aston Martin-Mercedes   | 1 min 28 s 645   |                  |                  |
| 17 | Jack Doohan           | Alpine-Renault          | 1 min 28 s 739   |                  |                  |
| 18 | Nico Hülkenberg       | Kick Sauber-Ferrari     | 1 min 28 s 782   |                  |                  |
| 19 | Esteban Ocon          | Haas-Ferrari            | 1 min 29 s 092   |                  |                  |
| 20 | Gabriel Bortoleto     | Kick Sauber-Ferrari     | 1 min 29 s 462   |                  |                  |
| Temps minimal à réaliser pour la qualification : 1 min 34 s 342 (107 % du meilleur temps en Q1 : 1 min 28 s 171) |                       |                         |                  |                  |                  |

- Alors que seul Oscar Piastri a réalisé un temps en Q3, son coéquipier Lando Norris tape le mur après avoir glissé sur un vibreur à l'entrée du virage no 5. Le drapeau rouge est agité et la séance neutralisée. Norris ne peut participer à la relance ; ne réalisant pas de tour chronométré, il hérite de la dixième place sur la grille[8].

## Course

### Classement de la course
| Pos. | no | Pilote                | Écurie                  | Tours | Temps/Abandon                                      | Grille | Points |
| ---- | -- | --------------------- | ----------------------- | ----- | -------------------------------------------------- | ------ | ------ |
| 1    | 81 | Oscar Piastri         | McLaren-Mercedes        | 50    | 1 h 21 min 06 s 758 (228,164 km/h)                 | 2      | 25     |
| 2    | 1  | Max Verstappen        | Red Bull-Honda RBPT     | 50    | + 2 s 843 (dont 5 s de pénalité purgées en course) | 1      | 18     |
| 3    | 16 | Charles Leclerc       | Ferrari                 | 50    | + 8 s 104                                          | 4      | 15     |
| 4    | 4  | Lando Norris          | McLaren-Mercedes        | 50    | + 9 s 196                                          | 10     | 12     |
| 5    | 63 | George Russell        | Mercedes                | 50    | + 27 s 236                                         | 3      | 10     |
| 6    | 12 | Andrea Kimi Antonelli | Mercedes                | 50    | + 34 s 668                                         | 5      | 8      |
| 7    | 44 | Lewis Hamilton        | Ferrari                 | 50    | + 39 s 073                                         | 7      | 6      |
| 8    | 55 | Carlos Sainz          | Williams-Mercedes       | 50    | + 1 min 04 s 630                                   | 6      | 4      |
| 9    | 23 | Alexander Albon       | Williams-Mercedes       | 50    | + 1 min 06 s 615                                   | 11     | 2      |
| 10   | 6  | Isack Hadjar          | Racing Bulls-Honda RBPT | 50    | + 1 min 07 s 091                                   | 14     | 1      |
| 11   | 14 | Fernando Alonso       | Aston Martin-Mercedes   | 50    | + 1 min 15 s 917                                   | 13     |        |
| 12   | 30 | Liam Lawson           | Racing Bulls-Honda RBPT | 50    | + 1 min 18 s 451 (dont 10 s de pénalité)           | 12     |        |
| 13   | 87 | Oliver Bearman        | Haas-Ferrari            | 50    | + 1 min 19 s 194                                   | 15     |        |
| 14   | 31 | Esteban Ocon          | Haas-Ferrari            | 50    | + 1 min 39 s 723                                   | 19     |        |
| 15   | 27 | Nico Hülkenberg       | Kick Sauber-Ferrari     | 49    | + 1 tour                                           | 18     |        |
| 16   | 18 | Lance Stroll          | Aston Martin-Mercedes   | 49    | + 1 tour                                           | 16     |        |
| 17   | 7  | Jack Doohan           | Alpine-Renault          | 49    | + 1 tour                                           | 17     |        |
| 18   | 5  | Gabriel Bortoleto     | Kick Sauber-Ferrari     | 49    | + 1 tour                                           | 20     |        |
| Abd. | 22 | Yuki Tsunoda          | Red Bull-Honda RBPT     | 1     | Accrochage avec Pierre Gasly                       | 8      |        |
| Abd. | 10 | Pierre Gasly          | Alpine-Renault          | 0     | Accrochage avec Yuki Tsunoda                       | 9      |        |

### Pole position et record du tour
- Pole position :  Max Verstappen (Red Bull-Honda RBPT) en 1 min 27 s 294 (254,615 km/h)[12].
- Meilleur tour en course :  Lando Norris (McLaren-Mercedes)  en 1 min 31 s 778 (242,176 km/h) au quarante-et-unième tour[13].

### Tours en tête
- Max Verstappen (Red Bull-Honda RBPT) 21 tours (1-21)[14] ;
- Charles Leclerc (Ferrari) : 8 tours (22-29) ;
- Lando Norris (McLaren-Mercedes) : 4 tours (30-33) ;
- Oscar Piastri (McLaren-Mercedes) : 17 tours (34-50).

## Classements généraux à l'issue de la course
| Pos. | Pilote                | Écurie                  | Points |
| ---- | --------------------- | ----------------------- | ------ |
| 1    | Oscar Piastri         | McLaren-Mercedes        | 99     |
| 2    | Lando Norris          | McLaren-Mercedes        | 89     |
| 3    | Max Verstappen        | Red Bull-Honda RBPT     | 87     |
| 4    | George Russell        | Mercedes                | 73     |
| 5    | Charles Leclerc       | Ferrari                 | 47     |
| 6    | Andrea Kimi Antonelli | Mercedes                | 38     |
| 7    | Lewis Hamilton        | Ferrari                 | 31     |
| 8    | Alexander Albon       | Williams-Mercedes       | 20     |
| 9    | Esteban Ocon          | Haas-Ferrari            | 14     |
| 10   | Lance Stroll          | Aston Martin-Mercedes   | 10     |
| 11   | Pierre Gasly          | Alpine-Renault          | 6      |
| 12   | Nico Hülkenberg       | Kick Sauber-Ferrari     | 6      |
| 13   | Oliver Bearman        | Haas-Ferrari            | 6      |
| 14   | Yuki Tsunoda          | Red Bull-Honda RBPT     | 5      |
| 15   | Isack Hadjar          | Racing Bulls-Honda RBPT | 5      |
| 16   | Carlos Sainz          | Williams-Mercedes       | 5      |

| Pos. | Écurie                  | Points |
| ---- | ----------------------- | ------ |
| 1    | McLaren-Mercedes        | 188    |
| 2    | Mercedes                | 111    |
| 3    | Red Bull                | 89     |
| 4    | Ferrari                 | 78     |
| 5    | Williams-Mercedes       | 25     |
| 6    | Haas-Ferrari            | 20     |
| 7    | Aston Martin-Mercedes   | 10     |
| 8    | Racing Bulls-Honda RBPT | 8      |
| 9    | Alpine-Renault          | 6      |
| 10   | Kick Sauber-Ferrari     | 6      |

## Statistiques
Le Grand Prix d'Arabie saoudite 2025 représente :
- la 42e pole position de Max Verstappen, sa deuxième de la saison[16] ;
- la 5e victoire d'Oscar Piastri, sa troisième de la saison et la deuxième consécutive[17] ;
- la 193e victoire de McLaren en tant que constructeur[18] ;
- la 226e victoire de Mercedes en tant que motoriste[19] ;
- le 100e Grand Prix d'Aston Martin[20].

Au cours de ce Grand Prix :
- Oscar Piastri mène le championnat du monde pour la première fois de sa carrière[21] ;
- Max Verstappen est élu « pilote du jour » à l'issue d'un vote organisé sur le site officiel de la Formule 1[22] ;
- Enrique Bernoldi (28 Grands Prix disputés entre 2001 et 2002 avec Arrows) est nommé conseiller par la FIA pour aider dans leurs jugements le groupe des commissaires de course[23].